# Rue Jean-Renoir (Paris)
La rue Jean-Renoir est une voie piétonnière située dans le quartier de Bercy du 12e arrondissement de Paris.

## Situation et accès
La rue Jean-Renoir est accessible par les lignes de métro 6 à la station Bercy et 14 à la station Cour Saint-Émilion.

## Origine du nom
Elle porte le nom du cinéaste français Jean Renoir (1894-1979).

## Historique
La voie est créée dans le cadre de l'aménagement de la ZAC de Bercy sous le nom provisoire de « voie BM/12 ». Un arrêté municipal du 30 novembre 1992 avait attribué à cette voie le nom de « rue Michel-Audiard », mais un autre arrêté municipal en date du 14 janvier 1994 a remplacé cette dénomination par celle de « rue Jean-Renoir ».

## Bâtiments remarquables et lieux de mémoire
- La rue Jean-Renoir jouxte la Cinémathèque française, dont la façade arrière occupe tout le côté des numéros impairs.
- Elle débouche sur le jardin Yitzhak-Rabin du parc de Bercy.